# Мисато (Кумамото)
Мисато (яп. 美里町 Мисато-мати) — посёлок в Японии, находящийся в уезде Симомасики префектуры Кумамото. Площадь посёлка составляет 144,03 км², население — 10 615 человек (1 августа 2014), плотность населения — 73,70 чел./км².

## Географическое положение
Посёлок расположен на острове Кюсю в префектуре Кумамото региона Кюсю. С ним граничат города Уки, Яцусиро и посёлки Мифуне, Коса, Ямато.

## Население
Население посёлка составляет 10 615 человек (1 августа 2014), а плотность — 73,70 чел./км². Изменение численности населения с 1980 по 2005 годы:
| 1980 | 14 727 чел. |  |
| 1985 | 14 983 чел. |  |
| 1990 | 14 222 чел. |  |
| 1995 | 13 594 чел. |  |
| 2000 | 12 969 чел. |  |
| 2005 | 12 254 чел. |  |

## Символика
Деревом посёлка считается клён, цветком — цветок сакуры.